# Espectro de probabilidade teísta
Popularizado por Richard Dawkins no livro The God Delusion (Deus, um delírio), o espectro de probabilidade teísta é uma forma de categorizar o nível da crença de alguém com relação à probabilidade da existência de uma deidade.

## Formulação por Dawkins

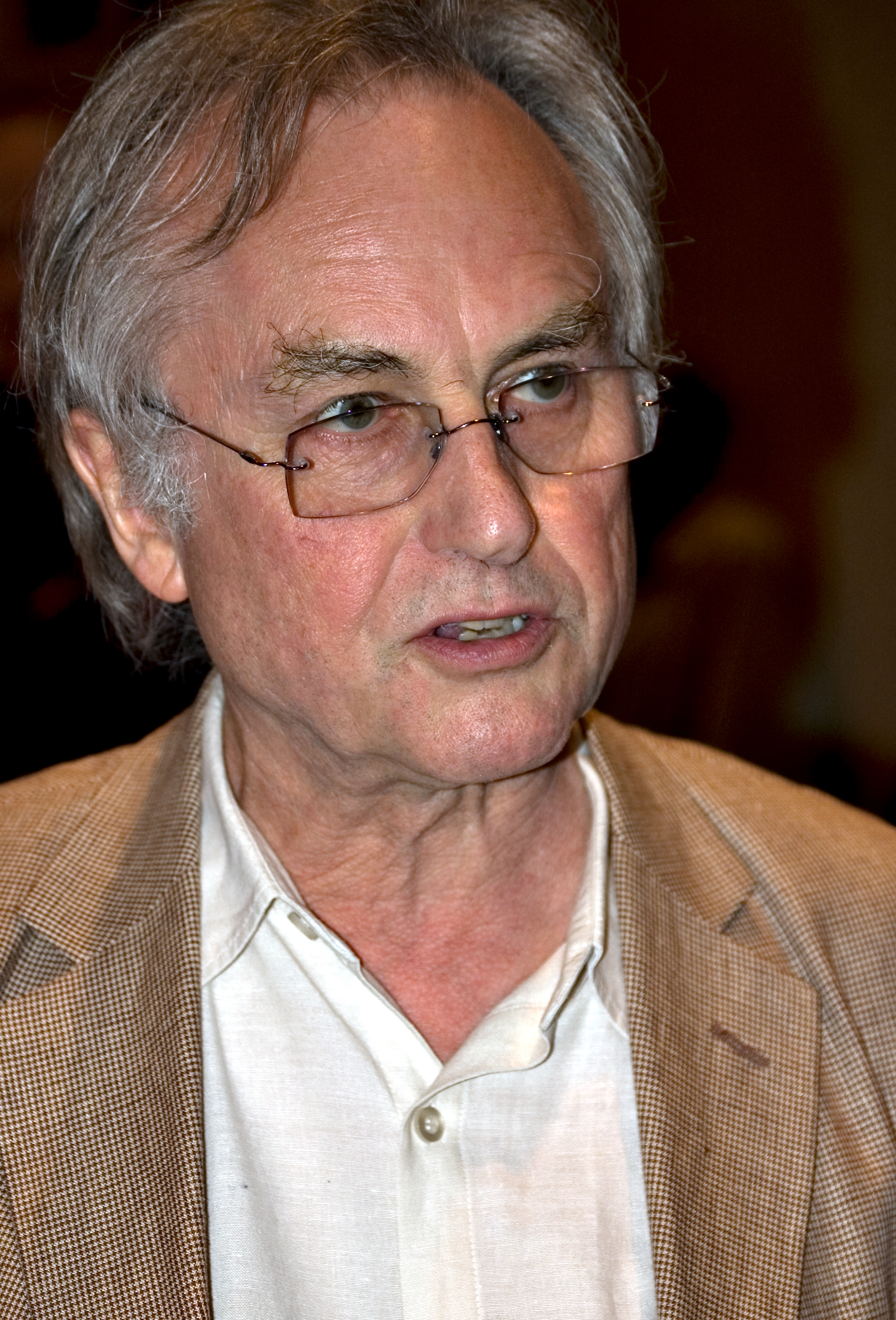
Richard Dawkins

Dawkins coloca que "a existência de Deus é uma hipótese científica como qualquer outra." Ele prossegue em propor um contínuo "espectro de probabilidades" entre dois extremos de certeza opostos, que podem ser representados por sete "marcos". Dawkins sugere afirmações definitivas para representar as possíveis posições ao longo do espectro de probabilidade teísta. Esses "marcos" são:
1. Teísta forte. 100 por cento de probabilidade da existência de Deus. Nas palavras de C.G. Jung: "Eu não acredito, eu sei."
2. Teísta de facto. Probabilidade muito alta mas abaixo de 100 por cento. "Eu não sei ao certo, mas tenho fé de que Deus existe e vivo minha vida presumindo que ele está lá."
3. Inclinado ao teísmo. Acima de 50 por cento mas não muito alta. "Sou muito incerto, mas estou inclinado a acreditar em Deus."
4. Completamente imparcial. Exatamente 50 por cento. "Existência de Deus e não-existência têm probabilidade exatamente igual."
5. Inclinado ao ateísmo. Abaixo de 50 por cento mas não muito baixa. "Eu não sei se Deus existe, mas estou inclinado a ser cético."
6. Ateu de facto. Probabilidade muito baixa, mas acima de zero. "Eu não sei ao certo mas acho Deus muito improvável, e vivo minha vida presumindo que ele não existe."
7. Ateu forte. "Eu sei que Deus não existe, com a mesma convicção que Jung sabe que ele existe."

Dawkins argumenta que enquanto parece haver vários indivíduos que se colocariam como "1" devido ao rigor das doutrinas religiosas contra a dúvida, a maioria dos ateus não se coloca em "7" porque o ateísmo advém da falta de evidências, e evidências sempre pode mudar a opinião de uma pessoa. Por escrito, Dawkins se identificou como em '6', embora quando entrevistado por Bill Maher e mais tarde por Anthony Kenny, tenha sugerido '6.9' para ser mais preciso.